# Gerard Prent

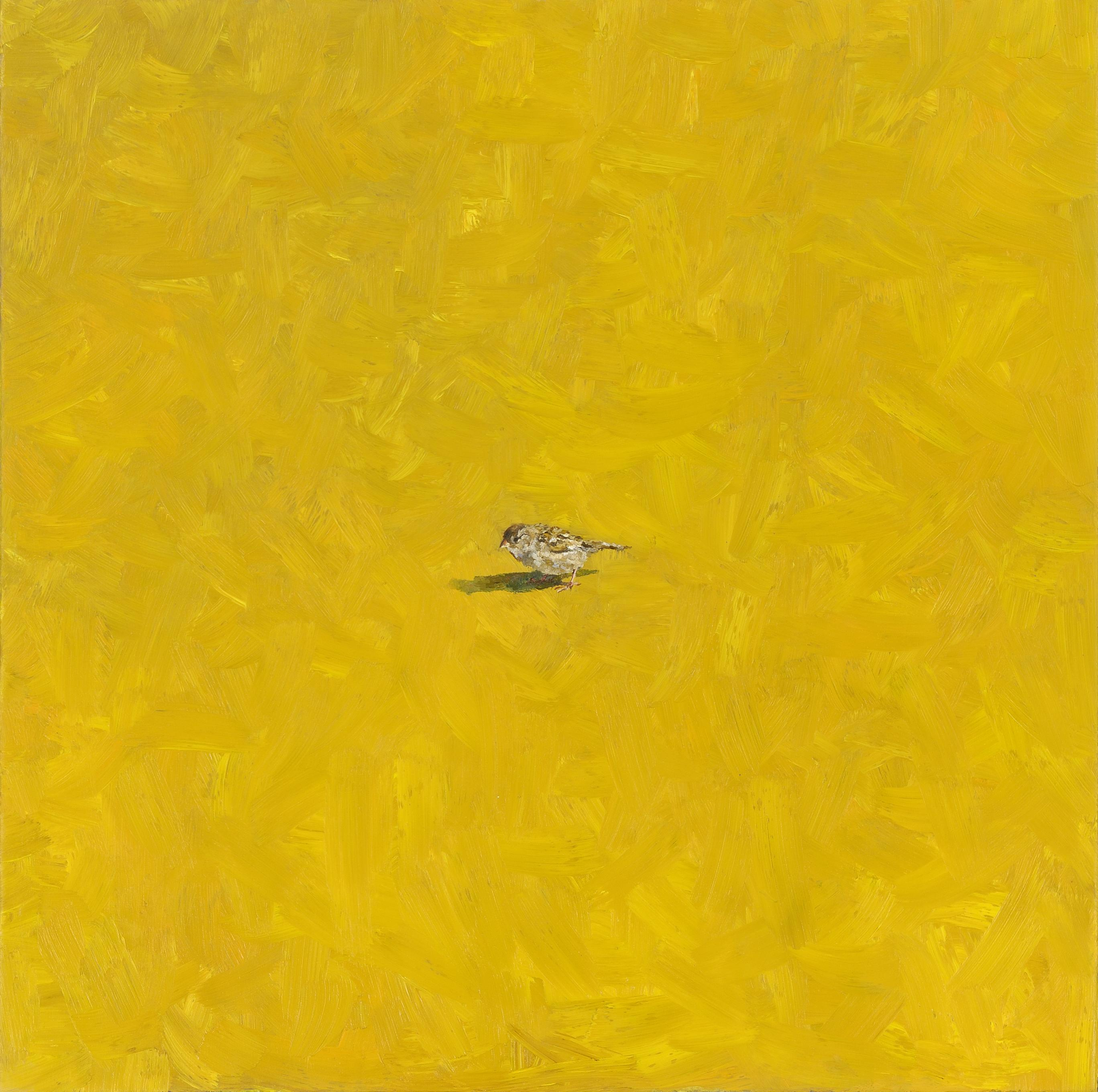
Zonder titel (mus) 2 x 2 meter (2008)

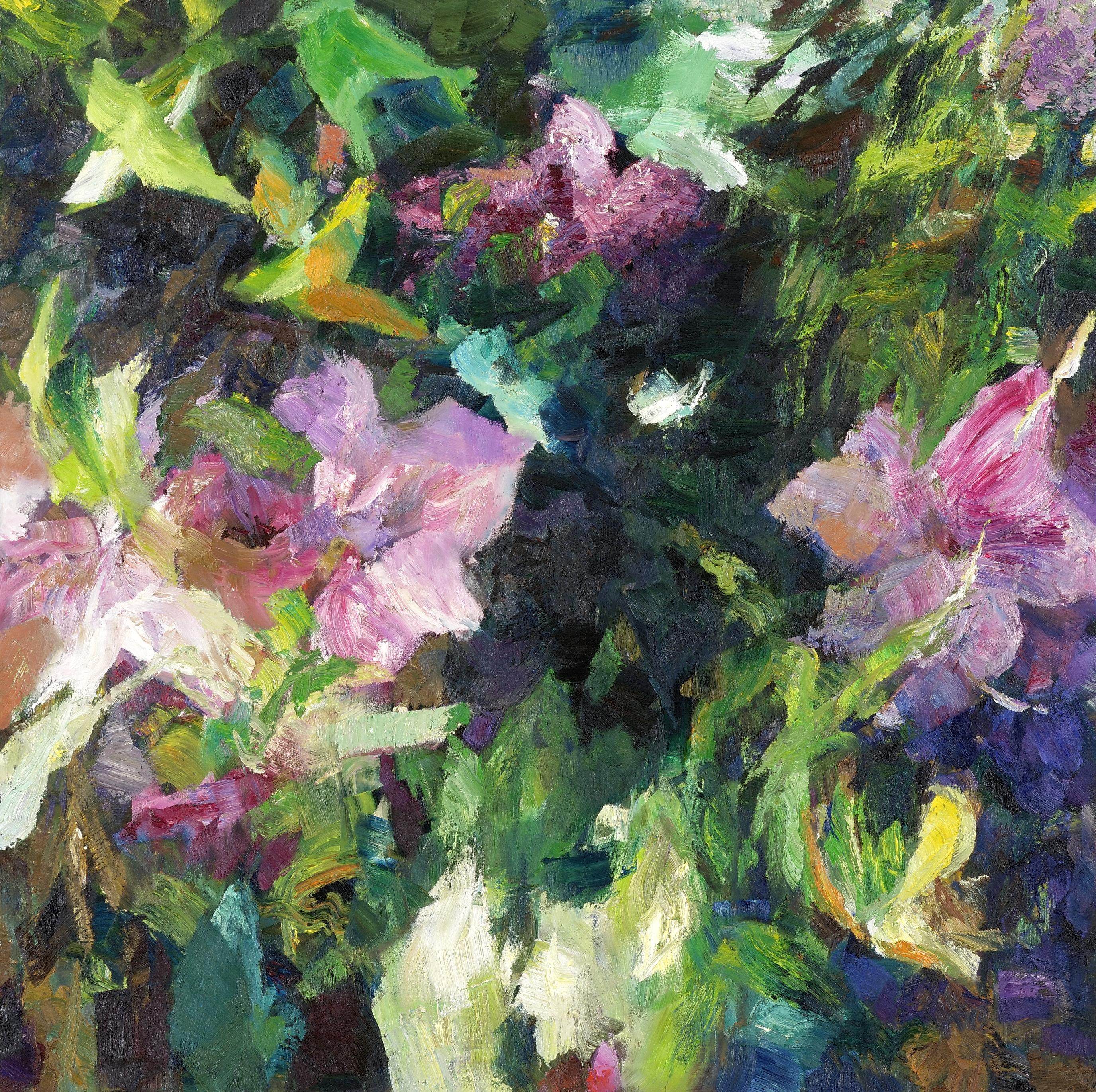
Zonder titel (tuin) 2 x 2 meter (2008)

Gerard Prent (Amsterdam, 25 december 1954) is een Nederlandse kunstschilder.

## Leven en werk
Gerard Prent ontving zijn kunstopleiding in Amsterdam aan de Rietveld Academie (1973-1978) en de Rijksakademie (1978-1980). Zijn eerste werken bestonden uit grote levendig gekleurde vlakken, vaak gevat in afwijkende omlijstingen. Vanaf het begin blijkt een voorliefde voor grote vierkante formaten, dat blijft een constante in zijn werk.
Vooral in de jaren tachtig en negentig maakte hij vaak monumentale opdrachten voor de Rijksgebouwendienst, zoals in het Ministerie van Buitenlandse Zaken (1985) en de penitentiaire inrichtingen in Zwolle (1994) en Heerhugowaard (1995). Zijn werk ontwikkelde zich in anekdotische richting waarin verschillende media zich vermengden en de schilderkunst steeds meer op de achtergrond raakte.
Na een poging zich van zijn kunst af te keren en zich in het buitenland te vestigen hervond hij het plezier in het schilderen door de eenvoud van zijn onderwerpskeuze en zich te concentreren op de transparantie van zijn kleurgebruik. De mus diende zich aan als ontroerend alledaags onderwerp in het midden van het doek, waarbij het schilderexperiment op de achtergrond plaatsvindt. Zo is een grote serie met 'mussen' ontstaan die hun weg naar bewonderaars en verzamelaars (waaronder HKH Prinses Beatrix) gevonden hebben.
Het gebruik van eenvoudige onderwerpen is gebleven: vanaf 2004 schildert hij het eenvoudige plekje in de tuin, of langs de kant van de weg, groot opgezet met uitbundige kleuren en vormen. Volgens Gerard Prent doet zijn onderwerp er niet toe en gaat het om het beeldende, om het scheppen van pure beeldende kunst.

## Prijzen
- 1979: Willem F.C. Uriotprijs voor de schilderkunst
- 1979: tweede prijs Prix de Rome Schilderen
- 1984: Titia Buning-Bongersprijs